# Hans Fallada
Hans Fallada (pron. [ˈhans ˈfalɑdɑ]  Fàllada), pseudonimo di Rudolf Wilhelm Friedrich Ditzen (Greifswald, 21 luglio 1893 – Berlino, 5 febbraio 1947), è stato uno scrittore tedesco.
Autore tedesco attivo nella prima metà del XX secolo le cui opere, tradotte in diverse lingue, hanno riguardato essenzialmente temi a sfondo sociale. Alcuni dei suoi racconti sono stati pubblicati postumi.
Il suo lavoro più noto è il romanzo E adesso, pover'uomo? (titolo originale Kleiner Mann, was nun?), scritto nel 1932. Quest'opera è conosciuta in Italia anche attraverso la riduzione per la televisione dei primi anni 1960 con il titolo Tutto da rifare pover'uomo e con l'interpretazione, fra gli altri, di Ferruccio De Ceresa  nel ruolo del protagonista, Paolo Poli, Luigi Vannucchi, Carlo Romano e Laura Betti.

## Biografia

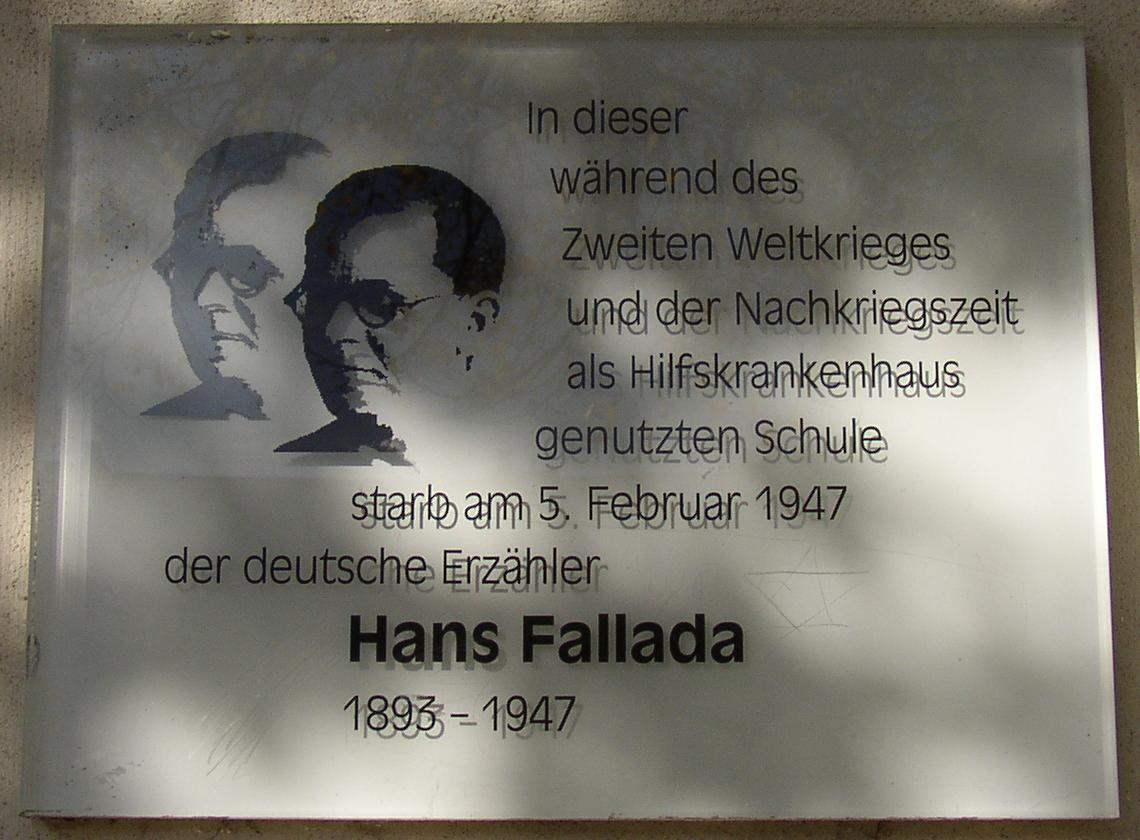
Targa in memoria di Hans Fallada a Berlino-Niederschönhausen

Lo scrittore adottò il suo pseudonimo ricavandolo da due fiabe dei fratelli Grimm: Hans im Glück (contenuta nella raccolta Kinder- und Hausmärchen, composta fra il 1812 ed il 1822) e Die Gänsemagd (in Italia pubblicata con il titolo La guardiana delle oche), scritta intorno al 1815 e catalogata con il n. 89 in cui si narra di un cavallo di nome Fallada.
Nato in una famiglia agiata, che trasferì la propria residenza più volte (a Berlino prima, nel 1899, poi a Lipsia nel 1909) Fallada ebbe una gioventù caratterizzata da conflittualità con il padre che avrebbe desiderato per lui una carriera da giurista.
Nel 1911, all'età di diciotto anni, si iscrisse al Fürstliches Gymnasium a Rudolstadt (Saalfeld-Rudolstadt, Turingia). Fu in quell'anno che tentò il suicidio, inscenando a tale proposito un duello motivato da questioni di onore (cosa che avrebbe reso socialmente accettabile la loro morte) insieme all'amico Hanns Dietrich von Necker; questi mancò Fallada, ma Fallada colpì l'amico uccidendolo, per poi tentare di suicidarsi sparandosi al petto, riuscendo però a sopravvivere. In tribunale Fallada fu considerato insano di mente e internato in una clinica psichiatrica a Jena.
Lasciato il liceo senza diplomarsi, per emanciparsi dalla famiglia lavorò dapprima come agricoltore e poi come giornalista. Dal 1917 al 1919 si sottopose a diversi periodi di cure disintossicanti dalla dipendenza da alcool e sostanze stupefacenti. Trascorse anche periodi più o meno lunghi in carcere: nel 1924 (tre mesi), nel 1926 (due anni e mezzo) e nel 1933 (undici giorni).
I suoi primi romanzi furono pubblicati nel 1920, Der junge Goedeschal, e nel 1923, Anton und Gerda.
Nel 1929 si sposò con Anna Margarete Issel.
Il suo primo libro di successo è stato Bauern, Bonzen und Bomben, del 1931. In esso l'autore evoca le rivolte popolari di Neumunster avvenute durante la crisi del biennio 1928-1929.

## "E adesso, pover'uomo?"
Il suo secondo romanzo fu Kleiner Mann, was nun? (del 1932), pubblicato in Italia con il titolo E adesso, pover'uomo?, un acuminato profilo della società tedesca fra le due guerre, gli garantirà una notorietà al di fuori dei confini tedeschi. Il romanzo narra le vicissitudini di un giovane contabile tedesco, Johannes Pinneberg, rappresentante della borghesia onesta e laboriosa, che viene avvinto nelle spirali della miseria a causa della grave crisi economica in cui versa il suo paese durante gli anni venti. L'unica risposta possibile al quesito posto dal "E adesso?" del titolo sembra essere insita per lo sventurato contabile nel suo rifugiarsi fra le rassicuranti mura domestiche.
Nel 1933, con l'ascesa al potere di Adolf Hitler, Fallada si ritira a Carwitz, nel Meclemburgo. Per lo scrittore ha inizio un periodo di prolificità che lo porta a scrivere molti dei suoi più conosciuti lavori: Wer einmal aus dem Blechnapf frißt e Wir hatten mal ein Kind nel 1934, Das Märchen vom Stadtschreiber, der aufs Land flog, nel 1935, Wolf unter Wölfen, nel 1937, Der eiserne Gustav, nel 1938, Der ungeliebte Mann, nel 1940 (nell'edizione italiana pubblicato con il titolo Senza amore), Ein Mann will hinauf, nel 1943.
Nel 1944 Fallada si separa dalla moglie intraprendendo una relazione con Ursula Losch, che sposerà poi nel 1945. Nel 1944 aveva iniziato a scrivere il romanzo Der Trinker, che sarà pubblicato solo nel 1950, sorta di racconto autobiografico in cui riassume fin dalla gioventù la sua attività di scrittore, alcolista e morfinomane.
Nel 1945 Johannes R. Becher lo invita a raggiungerlo a Berlino Est a lavorare al giornale Tägliche Rundschau. Potrà continuare la sua carriera di scrittore e dare alle stampe nel 1946 i suoi ultimi lavori: Der Alpdruck e Jeder stirbt für sich allein (tradotto in italiano come: Ognuno muore solo), l'ultimo romanzo, definito da Primo Levi "uno dei più bei libri sulla resistenza tedesca contro il nazismo".

## Opere
- Der junge Goedeschal, 1920
- Anton und Gerda, 1923
- Bauern, Bonzen und Bomben, 1931
- Kleiner Mann, was nun?, 1932
- Wer einmal aus dem Blechnapf frißt, 1932
- Wir hatten mal ein Kind, 1934
- Märchen vom Stadtschreiber, der aufs Land flog, 1935
- Altes Herz geht auf die Reise, 1936
- Hoppelpoppel - wo bist du?, Kindergeschichten, 1936
- Wolf unter Wölfen, 1937
- Geschichten aus der Murkelei, Märchen, 1938
- Der eiserne Gustav, 1938
- Süßmilch spricht, 1938
- Kleiner Mann - großer Mann, alles vertauscht, 1939
- Süßmilch spricht. Ein Abenteuer von Murr und Maxe, Erzählung, 1939
- Der ungeliebte Mann, 1940
- Das Abenteuer des Werner Quabs, Erzählung, 1941
- Damals bei uns daheim, Erinnerungen, 1942
- Heute bei uns zu Haus, Erinnerungen, 1943
- Fridolin der freche Dachs, 1944
- Jeder stirbt für sich allein, 1947
- Der Alpdruck, 1947

Romanzi pubblicati postumi:
- Der Trinker, 1950
- Ein Mann will nach oben, 1953
- Die Stunde, eh´du schlafen gehst, 1954
- Junger Herr - ganz groß, 1965

## Traduzioni italiane
- Kleiner Mann, was nun?, 1932
  -  E adesso, pover'uomo?, traduzione di Bruno Revel, Milano, Mondadori, 1933. [edizione parziale]
  -  E adesso, pover'uomo?, traduzione di e cura di Mario Rubino, con testi di Ralf Dahrendorf e Beniamino Placido, Collana La memoria n.767, Palermo, Sellerio, 2008, ISBN 978-88-389-2338-8. [edizione integrale]
- Chi c'è stato una volta... (Wer einmal aus dem Blechnapf frißt), traduzione di Bruno Revel, Collana La Medusa, Milano, Mondadori, 1935.
- Il giovane Goedeschal (Der junge Goedeschal), traduzione di Bianca Ugo, Milano, Elettra, 1936.
- Aspettavamo un bimbo, (Wir hatten mal ein Kind), traduzione di Bruno Revel, Collana La Medusa, Milano, Mondadori, 1937.
- Vecchio cuore va alla ventura (Altes Herz geht auf die Reise), traduzione di Bruno Revel, Milano, Mondadori, 1938.
- Tutto da rifare, pover'uomo (Kleiner Mann - großer Mann, alles vertauscht), traduzione di Bruno Revel, Milano, Mondadori, 1940.
- Senza Amore (Der ungeliebte Mann), traduzione di Bruno Revel, Collezione La Medusa, Milano, Mondadori, 1942.
- Ricominciare (Der Alpdruck), traduzione di Ernesto Baer, Milano, Edizioni Librarie Italiane, 1950.
- Il bevitore (Der Trinker), traduzione di Laura Garella e Mario Granata, Roma, Edizioni Mediterranee, 1952.
- Contadini, bonzi e bombe (Bauern, Bonzen und Bomben), traduzione di Luciano Inga Pin, Milano, Baldini e Castoldi, 1956.
- Le donne e il sognatore (Ein Mann will nach oben. Die Frauen und der Träumer), traduzione di Wanda Farelli, Milano, Baldini e Castoldi, 1957.
- Un tasso di nome Fridolino (Fridolin der freche Dachs), traduzione di Francesco De Rosa, Mursia, 1991.
- Ognuno muore solo (Jeder stirbt für sich allein, 1947), traduzione di Clara Coïsson, Collana Supercoralli, Torino, Einaudi, 1950. - Postfazione di Geoff Wilkes, Collana La memoria n.832, Palermo, Sellerio, 2010, ISBN 978-88-389-2510-8.
- Nel mio paese straniero (In meinem fremden Land, Gefängnistagebuch, 1944), traduzione di Mario Rubino, Collana La memoria, Palermo, Sellerio, 2012, ISBN 978-88-389-2647-1.

## Adattamenti cinematografici delle opere di Fallada
Nel 1934 il regista statunitense di origini italiane Frank Borzage trasse un film da E adesso pover'uomo? con Douglass Montgomery e Margaret Sullavan.
Nel 2016 il regista svizzero Vincent Pérez ha girato il film Lettere da Berlino tratto dal romanzo Ognuno muore solo di Fallada: vi compaiono gli attori Emma Thompson, Brendan Gleeson e Daniel Brühl.